# Марселлин (Иллинойс)
Марселлин (англ. Marcelline) — невключённая территория в округе Адамс (штат Иллинойс, США). Располагается вдоль трассы № 96 штата Иллинойс к северу от города Урса и к югу от Лаймы.